# AVP: Alien vs. Predator (film)
AVP: Alien vs. Predator, amerikansk-kanadensisk-Italiensk-tysk-tjeckisk film som hade biopremiär i USA den 13 augusti 2004.

## Handling
Mystisk aktivitet upptäcks på Bouvetön, i Sydatlanten 170 mil norr om Antarktis, med hjälp av en satellit som tillhör miljardären Charles Bishop Weyland (Lance Henriksen). Informationen från satelliten avslöjar en oförklarlig värmekälla 600 meter under den tjocka isen. Den mycket äventyrslystne industrimagnaten Weyland bildar med kort varsel en expedition av experter inom bland annat arkeologi.
På plats på isens yta ovanför värmekällan inser man att någonting extraordinärt har upptäckts som förändrar mänsklighetens historia. Men de upptäcker även att de inte är ensamma. Man antar att det är en konkurrerande expedition och fortsätter obehindrat sin upptäcktsfärd. De kommer inte långt förrän det är för sent att återvända.
Långt där nere under isen hittar expeditionen en pyramid, byggd för mycket länge sedan, med utsmyckningar och inskriptioner från tre olika nu utdöda kulturer. När expeditionen tyder inskriptionerna börjar de inse att någon typ av stridigheter ägt rum i pyramiden tidigare i historien, och kanske kan förklara varför valfångststationen som ligger rakt ovanför pyramiden plötsligt och utan förklaring tömdes på människor exakt 100 år tidigare. När expeditionens medlemmar upptäcker en Aztekisk kalender som i sin tur öppnar en kista innehållande något som liknar vapen, bryter kaos ut. 
Under filmens gång får man se strider utkämpas mellan de välkända figurerna från Rovdjuret och Alien.

## Om filmen
Filmen är inspelad i Prag.
Den hade världspremiär den 12 augusti 2004 i Puerto Rico och Thailand och, med en 11-årgräns, Sverigepremiär den 5 november samma år.
Dessutom kan nämnas att Charles Bishop Weyland är en av grundarna av storkoncernen Weyland-Yutani, vilket är företaget som indirekt ligger bakom många av händelserna i Alien-serien. Androiden Bishop i Aliens spelas även han av Lance Henriksen och är således tänkt att vara konstruerad i grundarens liknelse.
Uppföljaren till filmen, Aliens vs. Predator 2, hade premiär 2007.

## Rollista (i urval)
| Sanaa Lathan         | – Alexa "Lex" Woods      |
| Raoul Bova           | – Sebastian De Rosa      |
| Lance Henriksen      | – Charles Bishop Weyland |
| Ewen Bremner         | – Graham Miller          |
| Colin Salmon         | – Max Stafford           |
| Tommy Flanagan       | – Verheiden              |
| Joseph Rye           | – Connors                |
| Agathe De La Boulaye | – Adele Rousseau         |
| Carsten Norgaard     | – Quinn                  |
| Sam Throughton       | – Thomas                 |
| Petr Jákl            | – Stone                  |
| Pavel Bezdek         | – Bass                   |
| Kieran Bew           | – Klaus                  |
| Carsten Voigt        | – Mikkel                 |
| Jan Pavel Filipensky | – Boris                  |
| Adrian Bouchet       | – Sven                   |
| Andy Lucas           | – Juan Ramirez           |
| Liz May Brice        | – Supervisor             |
| Glenn Conroy         | – Technician             |
| Eoin McCarthy        | – Karl                   |
| Karima Adebibe       | – Sacrificial Maiden     |
| Tom Woodruff Jr.     | – Grid                   |
| Ian Whyte            | – Scar                   |

### Fotnoter
1. ↑  ”Alien Vs. Predator” (på engelska). Box Office Mojo. 13 augusti 2004. http://www.boxofficemojo.com/movies/?id=avp.htm. Läst 10 september 2016.
2. ↑  ”AVP - Alien Vs. Predator”. Svensk filmdatabas. 5 november 2025. http://www.sfi.se/sv/svensk-filmdatabas/Item/?type=MOVIE&itemid=59234. Läst 10 september 2016.